# Ralf Åkesson
Ralf Åkesson, född 8 februari 1961 i Oxelösund, är en svensk stormästare i schack.
Åkesson vann SM i schack 1985 i Uppsala och 1999 i Lidköping. Han erhöll stormästartiteln 1995. Han spelade för Sverige i Schackolympiaderna 1996, 1998 och 2000 med totalt 15 poäng på 28 partier (+9, =12, −7).
Åkesson spelar schack i klubbarna Västerås SK, och för Södra SASS.